# Ministerie van Buitenlandse Zaken

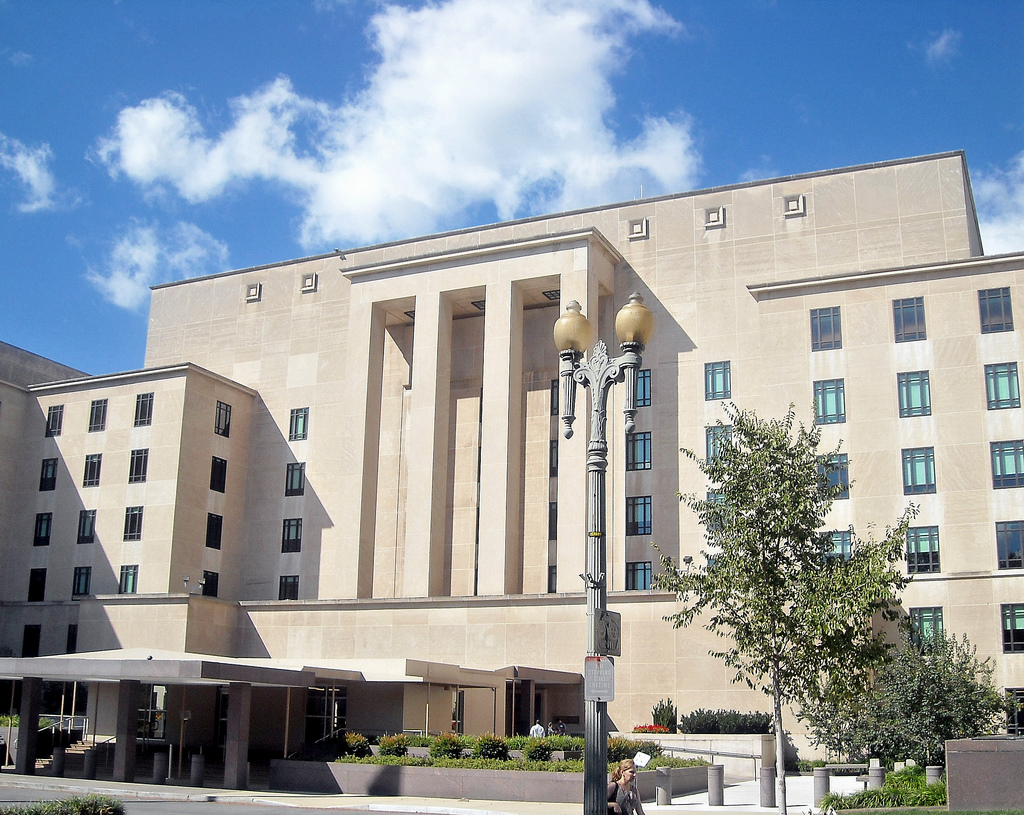
Hoofdgebouw van het US Department of State, het Amerikaanse ministerie van Buitenlandse Zaken, in Washington DC.

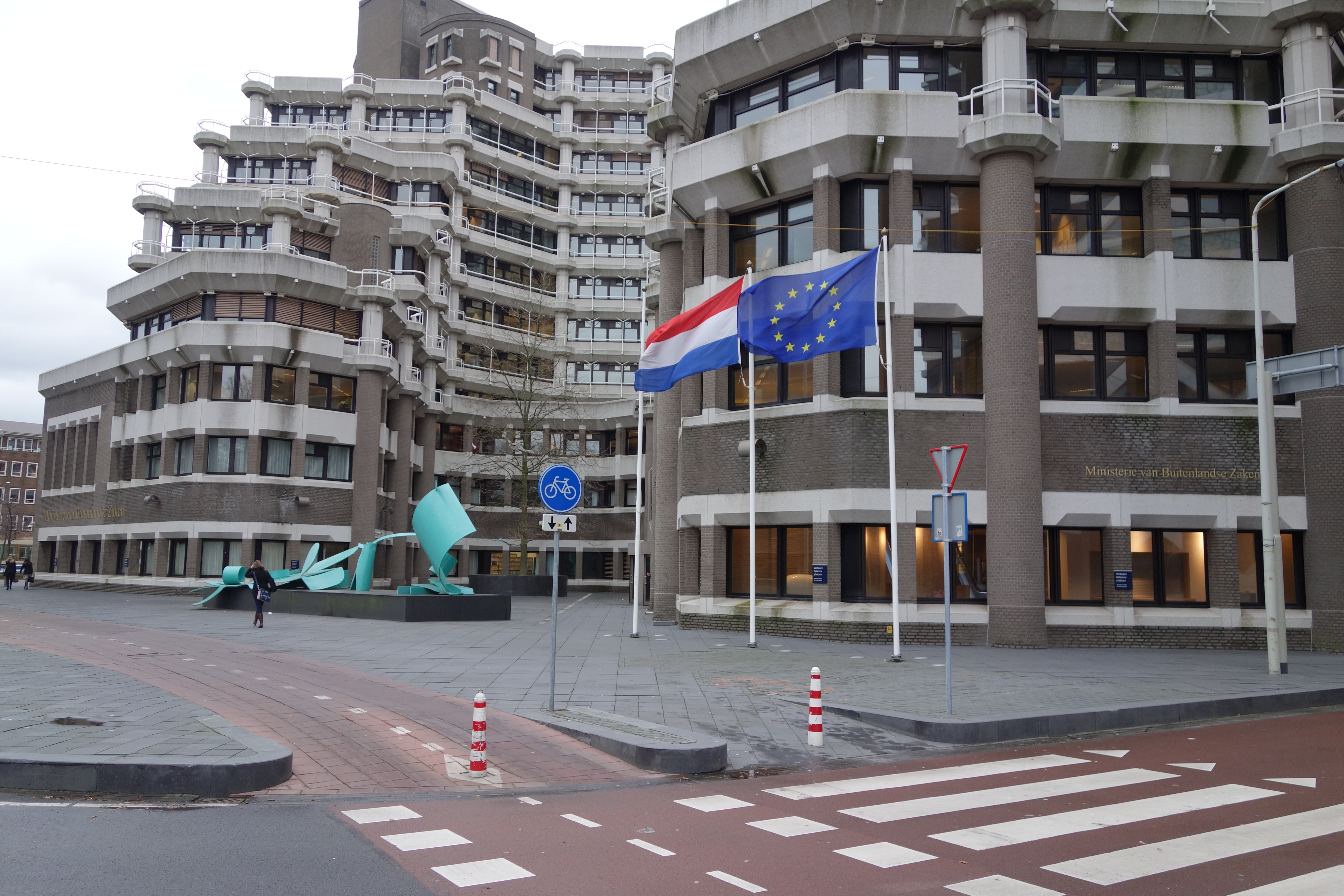
Het voormalige Nederlandse ministerie van Buitenlandse Zaken in Den Haag.

Het ministerie van Buitenlandse Zaken van een land, geleid door de minister van Buitenlandse Zaken, is verantwoordelijk voor contacten met andere landen. 
Dit kan zowel in multilateraal als bilateraal verband, van land tot land en in internationale organisaties zijn (bijvoorbeeld in de Verenigde Naties) of om in andere landen ondersteuning te bieden aan de eigen burgers die daar verblijven. De ministeries zijn ook verantwoordelijk voor de verschillende ambassades van hun land, de contacten met in het eigen land gevestigde ambassades en de uitleg van het buitenlands beleid naar het binnenlandse en buitenlandse publiek. In Nederland heef het Ministerie van Buitenlandse Zaken daarvoor de Directie Protocol en Gastlandzaken.

## Overzichten
- De volgende tabel toont landen met een apart lemma over hun respectievelijke ministeries van Buitenlandse Zaken:

| Land                | Ministerie                                                       | Lijst van ministers |
| ------------------- | ---------------------------------------------------------------- | --- |
| België              | Federale Overheidsdienst Buitenlandse Zaken                      | Lijst van Belgische ministers van Buitenlandse Zaken                                                                    |
| Denemarken          | Ministerie van Buitenlandse Zaken (Udenrigsministeriet)          | |
| Letland             | Ministerie van Buitenlandse Zaken                                | |
| Nederland           | Ministerie van Buitenlandse Zaken ("BuZa")                       | Lijst van Nederlandse ministers van Buitenlandse Zaken Lijst van Nederlandse staatssecretarissen van Buitenlandse Zaken |
| Polen               | Ministerie van Buitenlandse Zaken                                | |
| Suriname            | Ministerie van Buitenlandse Zaken en Internationale Samenwerking | Lijst van Surinaamse ministers van Buitenlandse Zaken                                                                   |
| Tsjechië            | Ministerie van Buitenlandse Zaken                                | Lijst van Tsjechische ministers van Buitenlandse Zaken                                                                  |
| Verenigd Koninkrijk | Foreign, Commonwealth and Development Office                     | Lijst van Britse ministers van Buitenlandse Zaken                                                                       |
| Verenigde Staten    | United States Department of State                                | Lijst van Amerikaanse ministers van Buitenlandse Zaken                                                                  |

### Overige landen met enkel lijsten van ministers
- Lijst van Australische ministers van Buitenlandse Zaken
- Lijst van Braziliaanse  ministers van Buitenlandse Zaken
- Lijst van Bulgaarse ministers van Buitenlandse Zaken
- Lijst van Duitse ministers van Buitenlandse Zaken
- Lijst van Franse ministers van Buitenlandse Zaken
- Lijst van Hongaarse ministers van Buitenlandse Zaken
- Lijst van ministers van Buitenlandse Zaken van Indonesië
- Lijst van Iraanse ministers van Buitenlandse Zaken
- Lijst van Israëlische ministers van Buitenlandse Zaken
- Lijst van Luxemburgse ministers van Buitenlandse Zaken
- Lijst van Macedonische ministers van Buitenlandse Zaken
- Lijst van Malinese ministers van Buitenlandse Zaken
- Lijst van Nigerese ministers van Buitenlandse Zaken
- Lijst van Noord-Koreaanse ministers van Buitenlandse Zaken
- Lijst van Pruisische ministers van Buitenlandse Zaken
- Lijst van San Marinese ministers van Buitenlandse Zaken
- Lijst van Santomese ministers van Buitenlandse Zaken
- Lijst van Russische ministers van Buitenlandse Zaken
- Lijst van Thaise ministers van Buitenlandse Zaken
- Lijst van Tsjadische ministers van Buitenlandse Zaken
- Lijst van Turkse ministers van Buitenlandse Zaken
- Lijst van Foreign Secretaries van het Verenigd Koninkrijk
- Lijst van Zuid-Afrikaanse ministers van Buitenlandse Zaken
- Lijst van Zwitserse ministers van Buitenlandse Zaken